# Cristina Rita Larrucea
Cristina Rita Larrucea (Maó, 8 de febrer de 1955) és una historiadora, arqueòloga i política menorquina, diputada al Parlament de les Illes Balears en la VII i VIII Legislatures.
El 1977 es llicencià en història antiga i prehistòria a la Universitat de Barcelona, on el 1983 va presentar la seva tesina sobre les necròpolis romanes de Maó. El 2000 va obtenir el màster en museologia i gestió de patrimoni cultural de la Universitat de Barcelona.
El 1982 va entrar a treballar com a auxiliar al Museu de Menorca fins al 1990, quan s'incorporà com a arqueòloga del Consell Insular de Menorca. El 2000 fou nomenada cap del Servei de Patrimoni Històric del Consell Insular de Menorca.
Militant del PSIB-PSOE, a les eleccions municipals espanyoles de 1991 i 1995 fou escollida regidora de l'ajuntament de Maó i en 1993 fou nomenada tinenta de batlle d'afers socials. El 1999 tornà a la seva feina al Consell Insular fins al 2007, en què fou escollida diputada a les eleccions al Parlament de les Illes Balears de 2007 i 2011. De 2013 a 2015 fou vicepresidenta de la comissió d'assumptes socials i drets humans del Parlament Balear i portaveu del Grup socialista en matèria d'educació i igualtat.
Després de tornar a la feina, es va jubilar l'any 2019 i el gener de 2020 va ser nomenada presidenta del Consell Científic de l'Institut Menorquí d’Estudis, centre que havia contribuït a crear i del Consell Científic del qual havia estat vocal en dues etapes diferents, entre 1990 i 1993, i del 2008 al 2014. Deixà el càrrec el febrer de 2024.